# Nickel(II)-chlorid
Nickel(II)-chlorid, NiCl2, ist das Nickel-Salz der Salzsäure.
Es bildet gelbe, in Wasser und Ethanol gut lösliche Kristalle. Neben der wasserfreien Form (NiCl2, Anhydrat), existiert das wasserhaltige Nickel(II)-chlorid-Hexahydrat, NiCl2 · 6 H2O, welches grüne Kristalle ausbildet. Weiterhin sind das Nickel(II)-chlorid-Dihydrat, NiCl2 · 2 H2O, und das Nickel(II)-chlorid-Tetrahydrat, NiCl2 · 4 H2O, bekannt.

## Eigenschaften

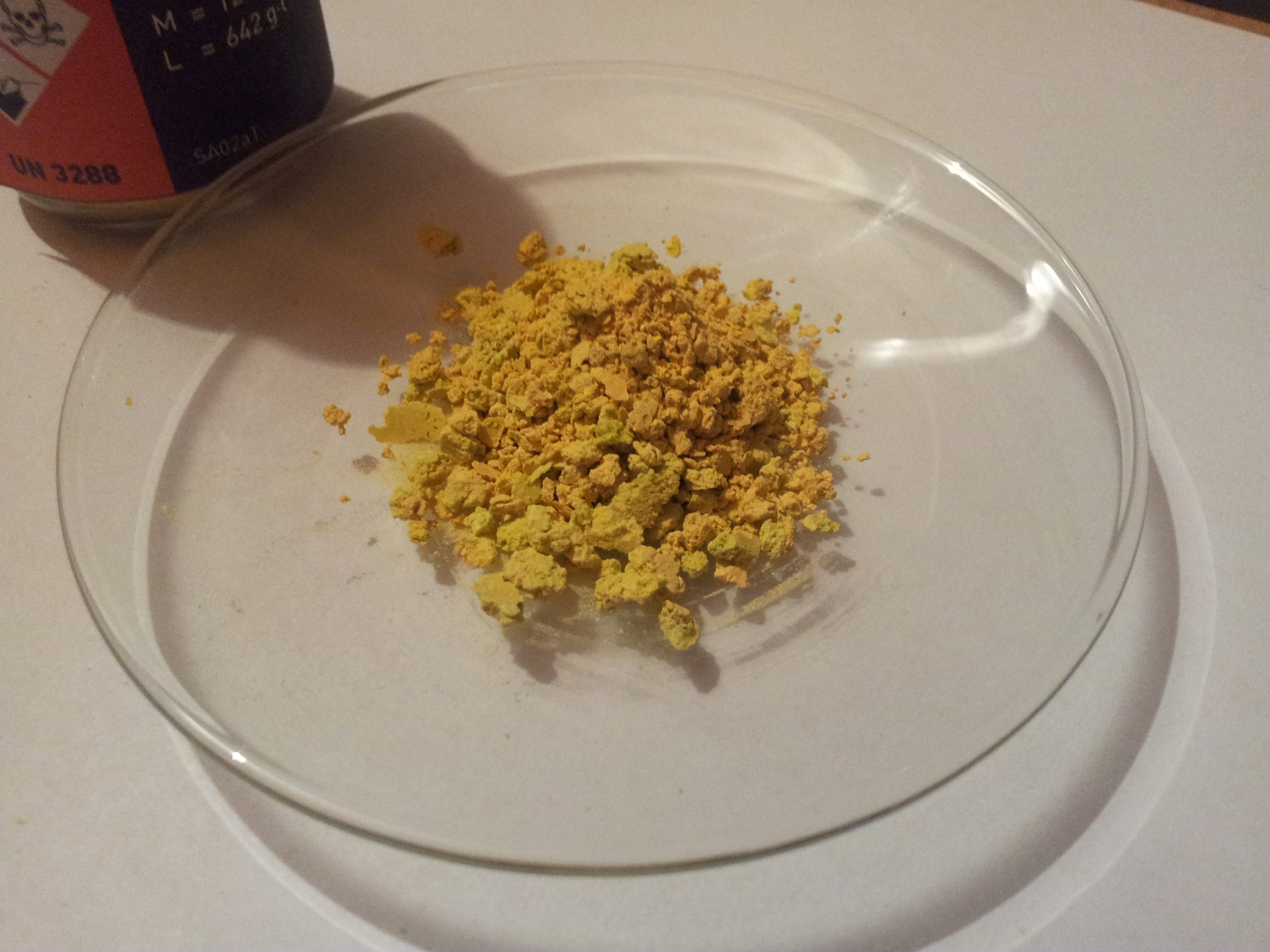
Nickel(II)-chlorid wasserfrei

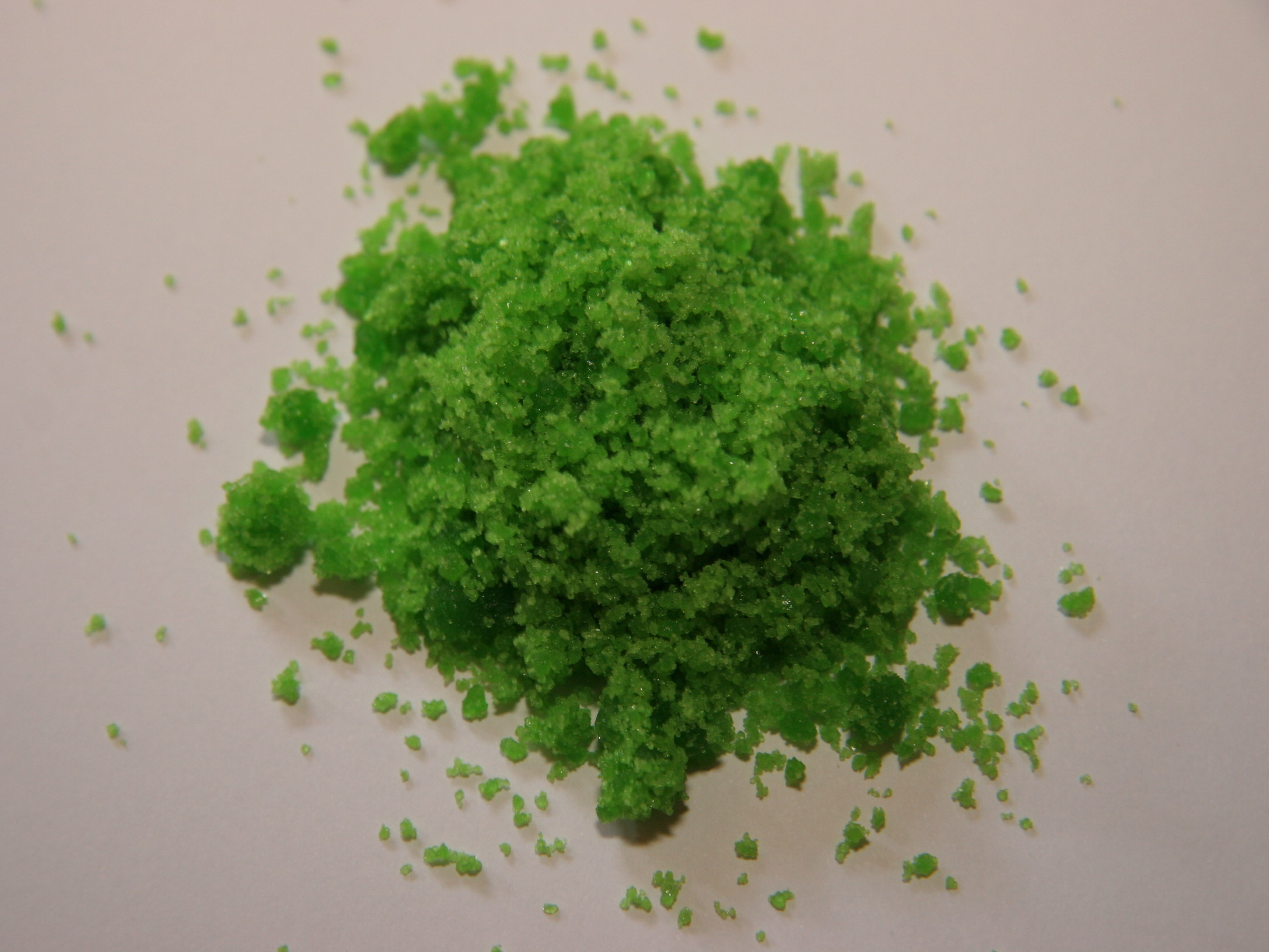
Nickel(II)-chlorid-Hexahydrat

Das wasserfreie Nickel(II)-chlorid-Anhydrat ist ein stark hygroskopisches Salz. Es hat eine CdCl2-Struktur. Im Gegensatz dazu besitzt Nickel(II)-chlorid-Hexahydrat eine ähnliche Struktur wie auch Cobalt(II)-chlorid-Hexahydrat und besteht aus einzelnen trans-[NiCl2(H2O)4]-Molekülen mit schwacher Bindung zu den benachbarten Wassermolekülen. Dabei sind nur vier der sechs Wasser-Moleküle aus der Formel mit dem Nickel verbunden. Die restlichen zwei sind Kristallwasser.
Das Hexahydrat kristallisiert im monoklinen Kristallsystem in der Raumgruppe C2/m (Raumgruppen-Nr. 12) mit den Gitterparametern a = 1023 pm, b = 705 pm, c = 657 pm und β = 122,17°. In der Elementarzelle befinden sich zwei Formeleinheiten.
Nickel(II)-chlorid ist wasserlöslich, leicht resorbierbar und giftig. Die LD50 bei Ratten ist 681 mg/kg bzw. 105 mg/kg. Die Kanzerogenität (Krebsauslösung) gilt ebenfalls als erwiesen. Außerdem besteht bei allen Nickelverbindungen die Gefahr der Sensibilisierung (Allergisierung).

## Herstellung
Das grüne Nickel(II)-chlorid-Hexahydrat NiCl2 · 6 H2O kristallisiert durch Umsetzung von Salzsäure (HCl) mit Nickelhydroxid Ni(OH)2 aus wässrigen Lösungen aus. Es bildet dabei typischerweise monokline Prismen als Kristallform.
 Gelbes, wasserfreies NiCl2 lässt sich durch Trocknung im Chlorwasserstoff-Strom bei einer Temperatur von ca. 140 °C oder Erhitzung in Thionylchlorid aus dem Hexahydrat gewinnen.
{\displaystyle \mathrm {NiCl_{2}\cdot 6\ H_{2}O+6\ SOCl_{2}\longrightarrow NiCl_{2}+6\ SO_{2}+12\ HCl} }
Die Entwässerung wird durch den Wechsel der Farbe von grün nach gelb angezeigt. Die Herstellung der wasserfreien Form kann auch aus elementarem Nickel durch längere Einwirkung von HCl bei Temperaturen oberhalb 550 °C erfolgen.

## Verwendung
Es dient als Farbstoff in der Keramik, in der galvanischen Vernickelung und zur Herstellung von Nickelkatalysatoren. Nickel(II)-chlorid ist weiterhin ein möglicher Nickelelektrolyt zur Vernickelung metallischer Oberflächen und ein Beizmittel in der Färberei. Die wasserfreie Form wird als Absorber für Ammoniak in Gasmaskenfiltern eingesetzt.